# Alcis convariata
Alcis convariata är en fjärilsart som beskrevs av Louis Beethoven Prout 1925. Alcis convariata ingår i släktet Alcis och familjen mätare. Inga underarter finns listade i Catalogue of Life.